# Szikura József
Szikura József (Munkács, Kárpátalja, 1932. december 7. – 2015. december 11.), magyar botanikus, professzor, a biológia tudományok doktora, a Magyar Tudományos Akadémia külső tagja, a II. Rákóczi Ferenc Kárpátaljai Magyar Főiskola rektora, Hódmezővásárhely tiszteletbeli polgára.

## Iskolái
Tanulmányait 1938. szeptember elsején kezdte a munkácsi római katolikus zárdában, majd Huszton, nagybátyja felügyelete alatt folytatta a Polgári Állami Iskolában 1942-ig. Munkácsra 1946-ban tért vissza és tanulmányait ukrán nyelven volt kénytelen folytatni. A munkácsi mezőgazdasági szakiskolába 1947-ben került be, melynek befejezése után agronómussegéd oklevelet szerzett.
1950. szeptember 1-től az Ungvári Állami Egyetem Biológiai Karának a hallgatója. Tanítómestere és mentora Fodor István professzor volt.

## Tudományos munkássága
- 1950 és 1957 között az ungvári területi ifjú naturalisták állomásának a módszerésze.
- 1957-től 1960-ig az Ungvári Állami Egyetem talajkutató csoportjának fő geobotanikusa. Kárpátalja természetes rétjeit és legelőit tanulmányozta, javaslatokat dolgozott ki azok feljavítására.
- 1960-tól meghívásos pályázat alapján az Ukrán Tudományos Akadémia (UTA) Központi Botanikus Kertjének segédmunkatársa.
- 1967. március 8-án az UTA Botanikai Intézetében védte meg kandidátusi értekezését, melynek témája Közép-Ázsia és Kazahsztán spontán flórája és haszonnövényei.
- 1982. január 6-án a Szovjetunió Tudományos Akadémiájának Központi Botanikus Intézetében doktori címet szerzett.
- 1975–1993 között az Ukrán Tudományos Akadémia Központi Botanikus Kertjének osztályvezetője.
- 1993-tól az UTA Sejtbiológiai és Génsebészeti Kutató Intézetének munkatársa, ahol nemzetközi tudományos projekt keretében vizsgálták a világflóra virágos növényeinek gazdasági felhasználási lehetőségeit.
- 2008-tól a II. Rákóczi Ferenc Kárpátaljai Magyar Főiskola Biológia Tanszékének tanszékvezető professzora.
- 2011-től a Fodor István Természettudományi Kutatóközpont kutatási vezetője.

## Botanikai expedíciói
Összesen 157 alkalommal szervezett és vett részt kutató-gyűjtő expedíciókban, többek között: Északkeleti-Kárpátok, Krím-félsziget, Kola-félsziget, Kazahsztán,Kirgizisztán, Üzbegisztán Baltikum, Belorusszia a Bajkálon túli területek, Dél-Amerika , Nyugat-Szibéria, Tádzsikisztán, Türkmenisztán. Tanulmányozta a balkániflórát, Venezuela, Kolumbia, Brazília) trópusi esőerdeit.

## Tudományos eredményei
A Génsebészeti Kutatóintézetben tudományos herbáriumot létesített. Kutatásai során – többek között – megalapozta a világflóra virágos növényeinek magbankját, 5 000 fajpéldánnyal. Kutatási eredményeit több mint 200 kiadványban és 22 monográfiában jelentették meg. ,  Archiválva 2021. március 3-i dátummal a Wayback Machine-ben

## Szervezeti tagságai
- 2011. január 1 - 2015. december 14. MTA VIII. Biológiai Tudományok Osztálya (külső tag)
- 2012. augusztus 8 - 2015. december 14. Biológia Tudományos Folyóirat (szerkesztőbizottsági tag)
- 2012. augusztus 8 - 2015. december 14. Moldovai Nemzeti Ökológia Tudományos Akadémia (rendes tag)
- Az Ukrán Nemzeti Tudományos Akadémia (UNTA) Sejtbiológiai és Génsebészeti, Táplálkozási, Biotechnológiai és Genomikai Kutatóintézeteinek munkatársa, valamint a Doktori Disszertációkat Bíráló Bizottságának a tagja

## Elismerései
- 2012-ben A Magyar Érdemrend tisztikeresztje
- 2008-tól a Moldovai Köztársaság Nemzeti Ökológiai Akadémiája rendes tagja
- 2001. május 7. óta a Magyar Tudományos Akadémia külső tagja
- 1998 Elismerő oklevél (Ukrán Tudományos Akadémia Elnöksége)
- 1989 professzor
- 1986 Veterán Munkás Érem (Szovjetunió Legfelsőbb Tanácsa Elnöksége)
- 1985 Bronzérem (Össz-szövetségi Mezőgazdasági Kiállítás Főbizottsága)
- 1983 Ezüstérem (Össz-szövetségi Mezőgazdasági Kiállítás Főbizottsága)
- 1981 Aranyérem (Össz-szövetségi Mezőgazdasági Kiállítás Főbizottsága)

## Magyar állampolgársága
Magyar állampolgárságát a 2015. március 15-én Hódmezővásárhelyen átadott honosítási okirat bizonyítja.

## Nyugvóhelye
Dr. Szikura Józsefet a II. Rákóczi Ferenc Kárpátaljai Magyar Főiskola saját halottjaként gyászolta és az ungvári Kálvária-temetőben kísérte utolsó útjára 2015. december 19-én.